# 小行星129561
小行星129561（129561 Chuhachi）是一颗绕太阳运转的小行星，为主小行星带小行星。该小行星于1997年2月19日发现。
該小行星以日本首位駕駛螺旋槳驅動模型飛機的飛行員二宮忠八命名。

## 轨道参数
小行星129561的轨道半长轴为386 303 687 km，2.5822439 UA，离心率为0.103。